# Wstęga Trzech Orderów
Wstęga Trzech Orderów (port.) Banda das Três Ordens (skr. BTO) – odznaczenie łączące insygnia Wielkich Krzyży trzech z czterech najwyższych orderów portugalskich: Chrystusa, Avis i Jakuba.
Najważniejszy i najwyższy portugalski order, ale znajduje się poza aktualną listą precedencji odznaczeń (na liście pierwsze miejsce zajmuje Order Wieży i Miecza), jako odznaczenie noszone wyłącznie przez urzędującego prezydenta.
Odznaczenie posiada tylko jedną klasę – Wielki Krzyż (Grã-Cruz).

## Historia

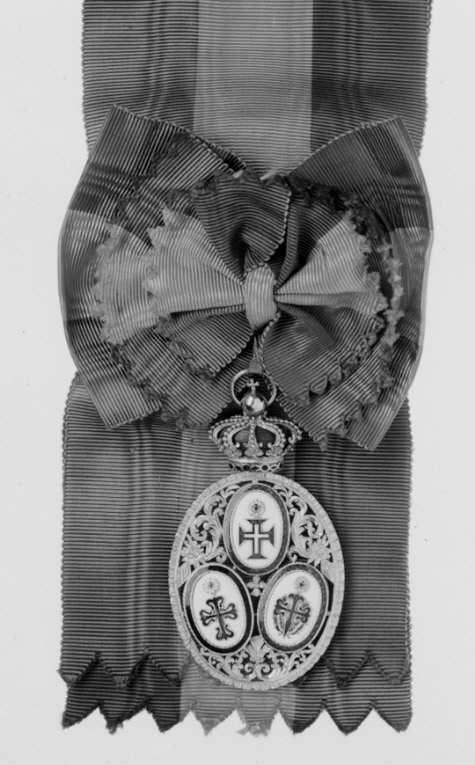
Zdjęcie Wstęgi Trzech Orderów nadanej królowi Szwecji Gustawowi V Bernadotte

W 1789 królowa Maria I Pobożna dokonała sekularyzacji trzech portugalskich filii rycerskich zakonów katolickich:
- Zakonu Rycerzy Naszego Pana Jezusa Chrystusa,
- Zakonu Świętego Benedykta z Avis,
- Zakonu Świętego Jakuba od Miecza z Composteli,

przekształcając je w wysokie odznaczenia przyznawane za zasługi.
Nowo powstałe ordery otrzymały nazwy:
- Order Wojskowy Chrystusa,
- Order Wojskowy Świętego Jakuba od Miecza,
- Order Wojskowy Świętego Benedykta z Avis[1].

Wstęga Trzech Orderów została ustanowiona 17 czerwca 1789 przez królową, będącą wielkim mistrzem wszystkich portugalskich orderów. W okresie monarchii odznaczenie to noszone było przez władców portugalskich (jako Wielkich Mistrzów Trzech Orderów) oraz ich następców tronu (jako Wielkich Komandorów Trzech Orderów). Wstęgą tą nagradzano też zagraniczne głowy państw, aż do zmiany ustroju i utworzenia Pierwszej Republiki Portugalskiej, której powstanie zniosło wszystkie ordery 15 października 1910 (utrzymano jedynie Order Wieży i Miecza jako jedyny order nieposiadający katolickiego charakteru).
Dekretem z 5 grudnia 1918 przywrócono order jako odznaczenie państwowe. Od tego momentu nadającym odznaczenie ustanowiono urzędującego prezydenta Portugalii, będącego ex officio (z urzędu) Wielkim Mistrzem Trzech Orderów oraz pozostałych orderów portugalskich. Odbiorcami tego odznaczenia były, podobnie jak za czasów monarchii, zagraniczne głowy państw, którym ten order nadawano w latach 1918-1962. Od 1962 prezydent jako jedyny ma prawo do noszenia Wstęgi Trzech Orderów. Od 9 marca 2011 (Decreto Lei n.º 5/2011) BTO ma status osobistego odznaczenia prezydenta, noszonego w okresie pełnienia urzędu. Ten sam dekret upoważnia prezydenta do noszenia insygniów Wstęgi Trzech Orderów jednocześnie z łańcuchami tych orderów, które je posiadają (Order Wojskowy Wieży i Miecza, Order Wojskowy Świętego Jakuba od Miecza, Order Infanta Henryka oraz Order Wolności), ale bez samej wstęgi BTO i z zachowaniem pierwszeństwa precedencji gwiazdy Trzech Orderów nad gwiazdą łańcucha orderowego.

## Insygnia

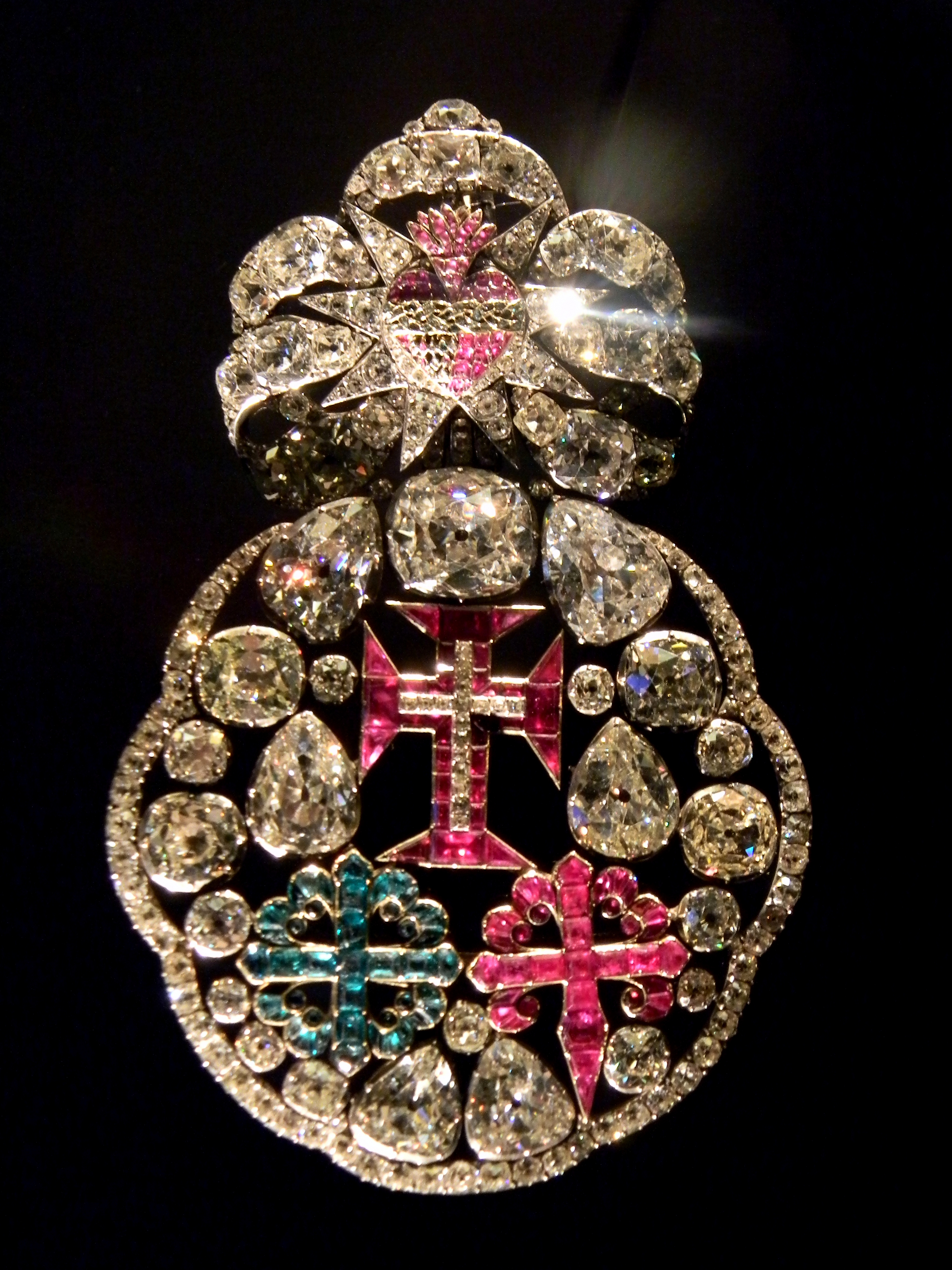
Pierwsza odznaka BTO

Pierwsze insygnia orderowe zaprojektował w 1789 w Lizbonie Ambrósio Gottlieb Pollet. Składały się z 600 diamentów, 109 rubinów i 66 szmaragdów. Wchodziły w skład królewskich insygniów koronacyjnych. Sama odznaka orderowa była wysadzana 224 brazylijskimi diamentami, z których największy miał 26 karatów. Obecnie insygnia znajdują się w skarbcu lizbońskiego Palácio Nacional da Ajuda.

### Odznaka (godło)

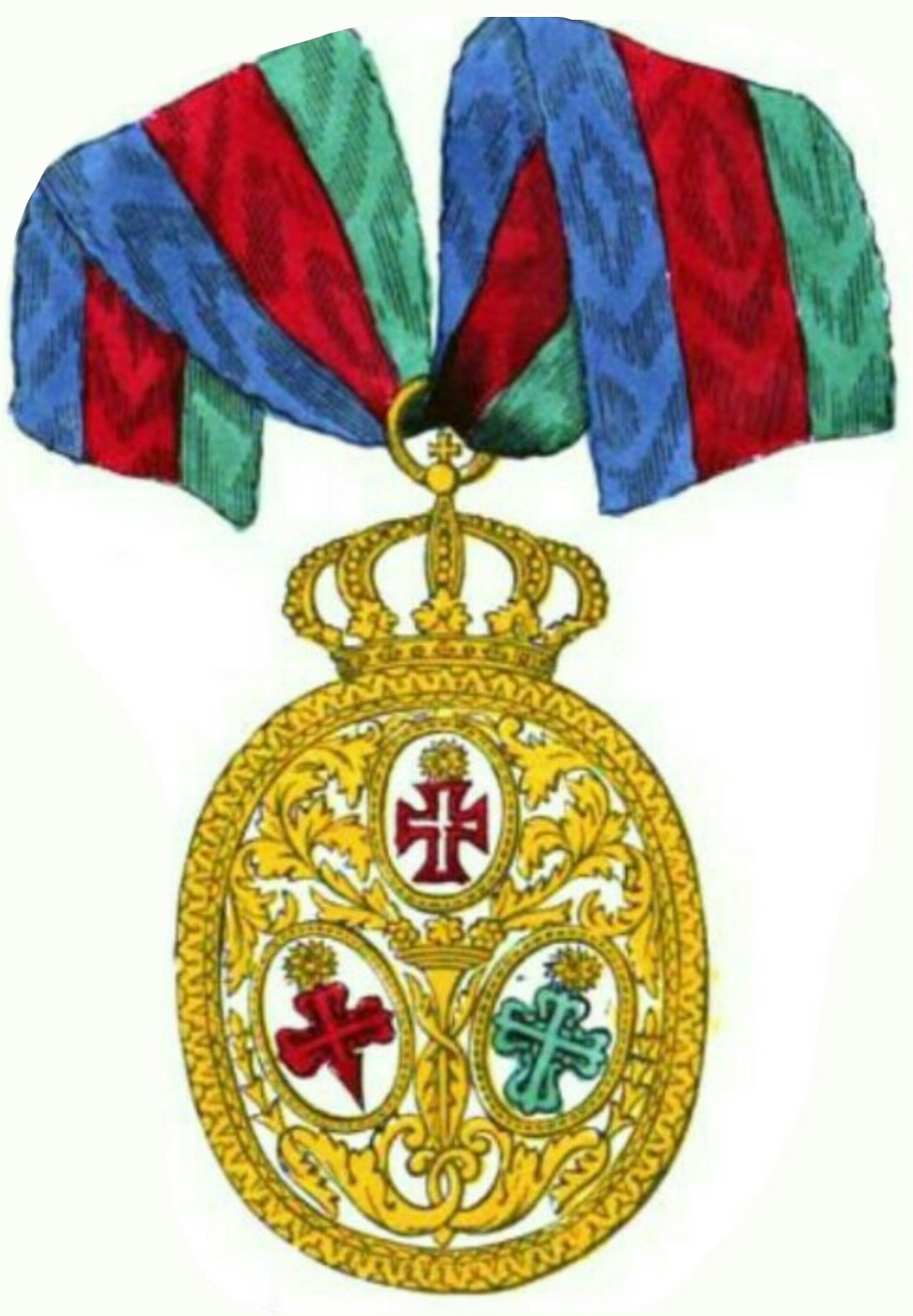
Ilustracja odznaki orderu na trójkolorowej wstędze, na której obydwa dolne krzyże zamieniono stronami w latach 1825-1830

Odznaka (godło) ma kształt owalnego medalu, wewnątrz którego umieszczono trzy mniejsze owale z wizerunkami krzyży trzech orderów na białym tle. Najwyżej umieszczono czerwony krzyż Chrystusa, a poniżej zielony krzyż Avis z lewej i fioletowy krzyż Jakuba z prawej strony. W latach 1825–1830 obydwa dolne krzyże zamieniono stronami. Oba są lekko pochylone w przeciwnych kierunkach. W okresie monarchii każdy z trzech krzyży zwieńczony był u góry wizerunkiem złotego Serca Jezusa. Pomiędzy mniejszymi owalami i wewnątrz większego znajdują się ażurowe zdobienia. Szczyt odznaki wieńczyła w latach 1820-1910 Królewska Korona Portugalii z zawieszką przymocowywaną do wstęgi orderowej. Od 1918 miejsce korony zajął malowany na zielono wieniec laurowy. Pierwotnie całość odznaki wykonywana była ze złota lub srebra, niekiedy zdobiona drogocennymi kamieniami szlachetnymi. Obecnie cała odznaka wykonywana jest ze złota. Zdobienia wykonywane są wyłącznie na awersie, a rewers jest gładki. Owalny medal ma wymiary 50 × 65 mm, a wieniec u jego szczytu 33 × 25 mm.

### Wstęga
Wstęga orderowa uszyta jest z jedwabiu w kolorach odpowiadających kolorom krzyży orderowych, czyli fiolet-czerwień-zieleń. W latach 1789–1796 była czerwono-zielono-czerwona.

### Gwiazda

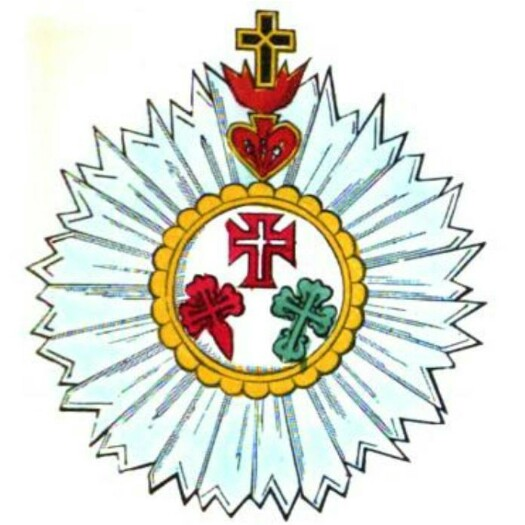
Rysunek gwiazdy orderu, w której obydwa dolne krzyże zamieniono stronami w latach 1825-1830

Gwiazda orderowa początkowo była 22- lub 24-promienna. Obecnie jest ośmiopromienna, gdzie wewnętrzne promienie są nieco jaśniejsze. W środku gwiazdy znajduje się okrąg, we wnętrzu którego umieszczono białe owale z kolorowymi krzyżami, analogicznie jak w odznace, lecz bez serc nad krzyżami. Wewnątrz tego okręgu wyrzeźbione są ażurowe zdobienia. W początkowych wersjach kolorowych krzyży nie umieszczano w białych owalach, a wnętrze okręgu pomalowane było w całości na biało. Krawędzie okręgu zdobi złocony wieniec. W okresie monarchii gwiazdę wieńczyło czerwone Serce Jezusa z umieszczonym na jego szczycie czerwonym płomieniem i czarnym krzyżem obramowanym na złoto. Ramion gwiazdy mają średnicę 85 mm, a wewnętrzny okrąg 30 mm.

### Miniaturka
Do ubioru galowego prezydent stosuje miniaturkę odznaczenia w postaci owalnej odznaki o wymiarach 15 × 18 mm, zawieszonej na trójkolorowej wstążce w kolorach odpowiadających wstędze (fiolet-czerwień-zieleń).

### Rozetka
Wprowadzona w 2011 rozetka jest trójkolorowa, podobnie jak wstęga. Ma średnicę 12 mm i obszyta jest złotą nicią. Przeznaczona jest do noszenia z cywilnym ubraniem.

## Ubiór
Kawalerom Wielkiego Krzyża Wstęgi Trzech Orderów przysługiwał w okresie monarchii (1789-1910) uroczysty strój na specjalne okazje. Składał się z białego płaszcza przytrzymywanego na piersi długim sznurem w formie wstążki. Lewa strona płaszcza haftowana była gwiazdą odznaczenia. Ubiór dopełniała czerwona czapka, miecz i marokańskie buty ze złotymi ostrogami. Strój ten używany był również do pogrzebu kawalera.

## Wielcy Mistrzowie Trzech Orderów

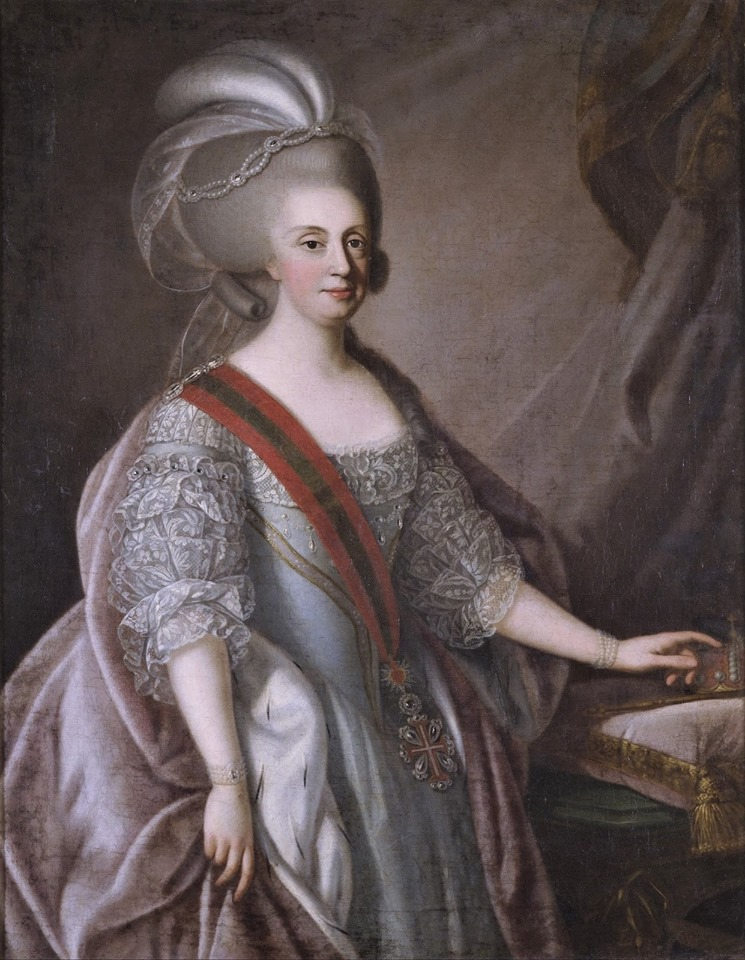
Portret fundatorki odznaczenia w pierwotnej wersji kolorystycznej wstęgi (czerwień-zieleń-czerwień)

Lata 1789-1910 (władcy Królestwa Portugalii)
1. Maria I Pobożna
2. Jan VI Braganza
3. Piotr IV Król Żołnierz
4. Maria II Nauczycielka
5. Michał I Uzurpator
6. Maria II Nauczycielka (ponownie)
7. Piotr V Braganza
8. Ludwik I Braganza
9. Karol I Dyplomata
10. Manuel II Patriota

Od 1918 (prezydenci Republiki Portugalii)
1. Bernardino Machado
2. Sidónio Pais (p.o.)
3. João do Canto e Castro
4. António José de Almeida
5. Manuel Teixeira Gomes
6. Bernardino Machado (ponownie)
7. José Mendes Cabeçadas (p.o.)
8. Gomes da Costa (p.o.)
9. Óscar Carmona
10. António Salazar (p.o.)
11. Francisco Craveiro Lopes
12. Américo Tomás
13. António de Spínola
14. Francisco da Costa Gomes
15. António Ramalho Eanes
16. Mário Soares
17. Jorge Sampaio
18. Aníbal Cavaco Silva
19. Marcelo Rebelo de Sousa

## Odznaczeni

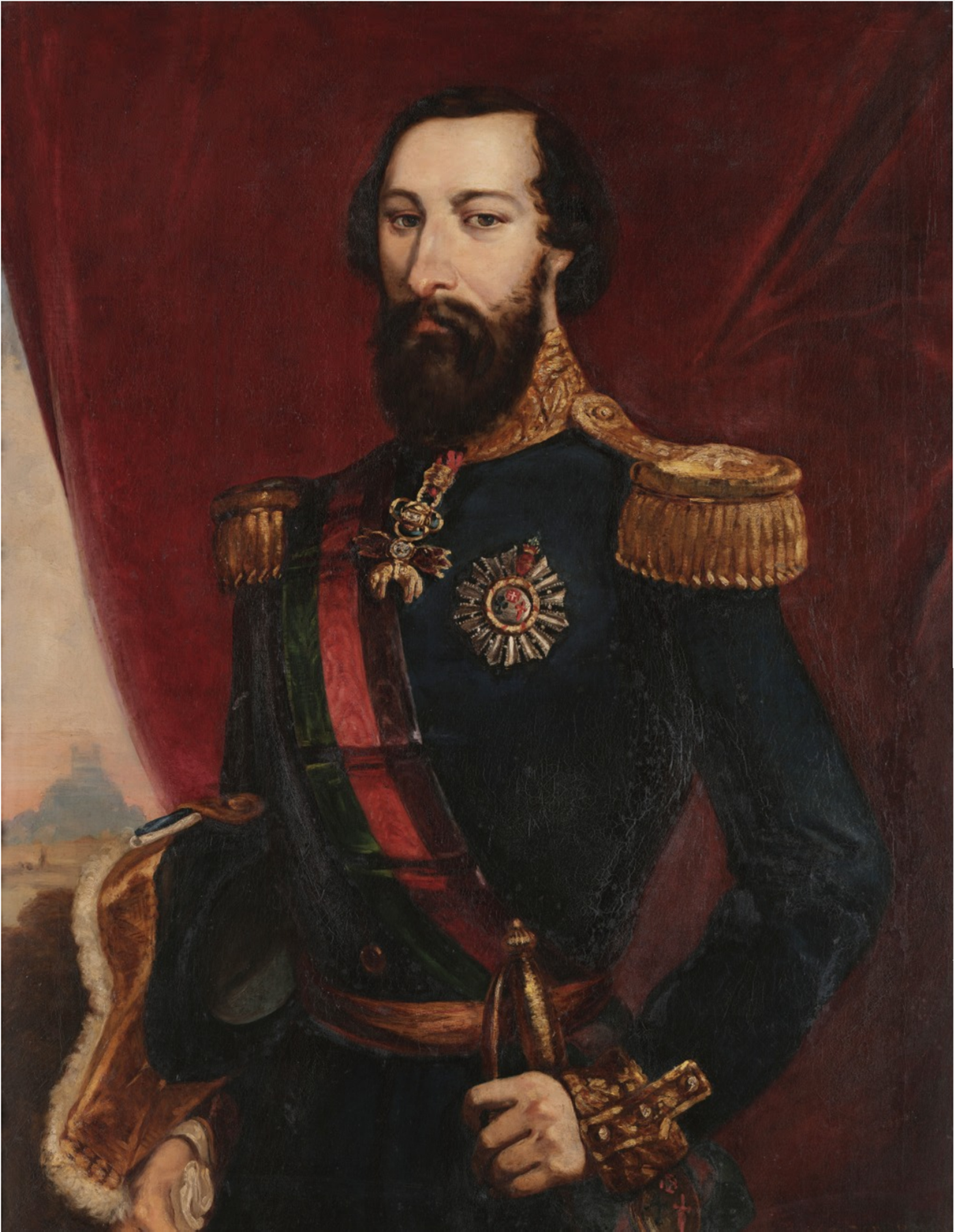
Król małżonek Ferdynand II udekorowany gwiazdą i wielką wstęgą Trzech Orderów oraz Orderem Złotego Runa

W okresie monarchii odznaczono łącznie 68 osób (wliczając 9 wielkich mistrzów), a w okresie republikańskim BTO uhonorowano 33 osoby (w tym 17 wielkich mistrzów).
Członkowie rodziny królewskiej
- Piotr III Braganza (król iure uxoris)
- Auguste de Beauharnais (1834, książę małżonek)[19][20]
- Ferdynand II Koburg (1835, król iure uxoris)[20]
- Stefania Hohenzollern (królowa iure uxoris)
- Jan Maria Braganza (Wielki Komandor Trzech Orderów)[21]
- Maria Teresa Braganza (Wielki Komandor Trzech Orderów)
- Ludwik Filip Braganza (Wielki Komandor Trzech Orderów)
- Amelia Orleańska (1909, królowa matka)[22]
- Piotr II Braganza (cesarz Brazylii)

Obcokrajowcy

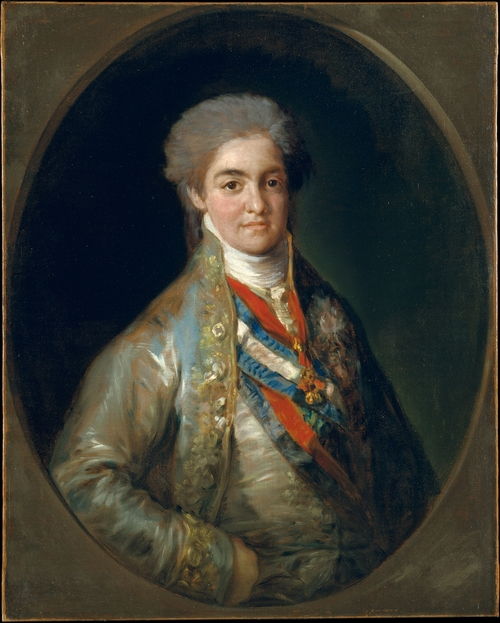
Ferdynand VII Hiszpański z insygniami Orderu Złotego Runa, wstęgą Wielkiego Krzyża Orderu Karola III i Wstęgą Trzech Orderów. Portret autorstwa Francisca Goi, namalowany około 1800 roku

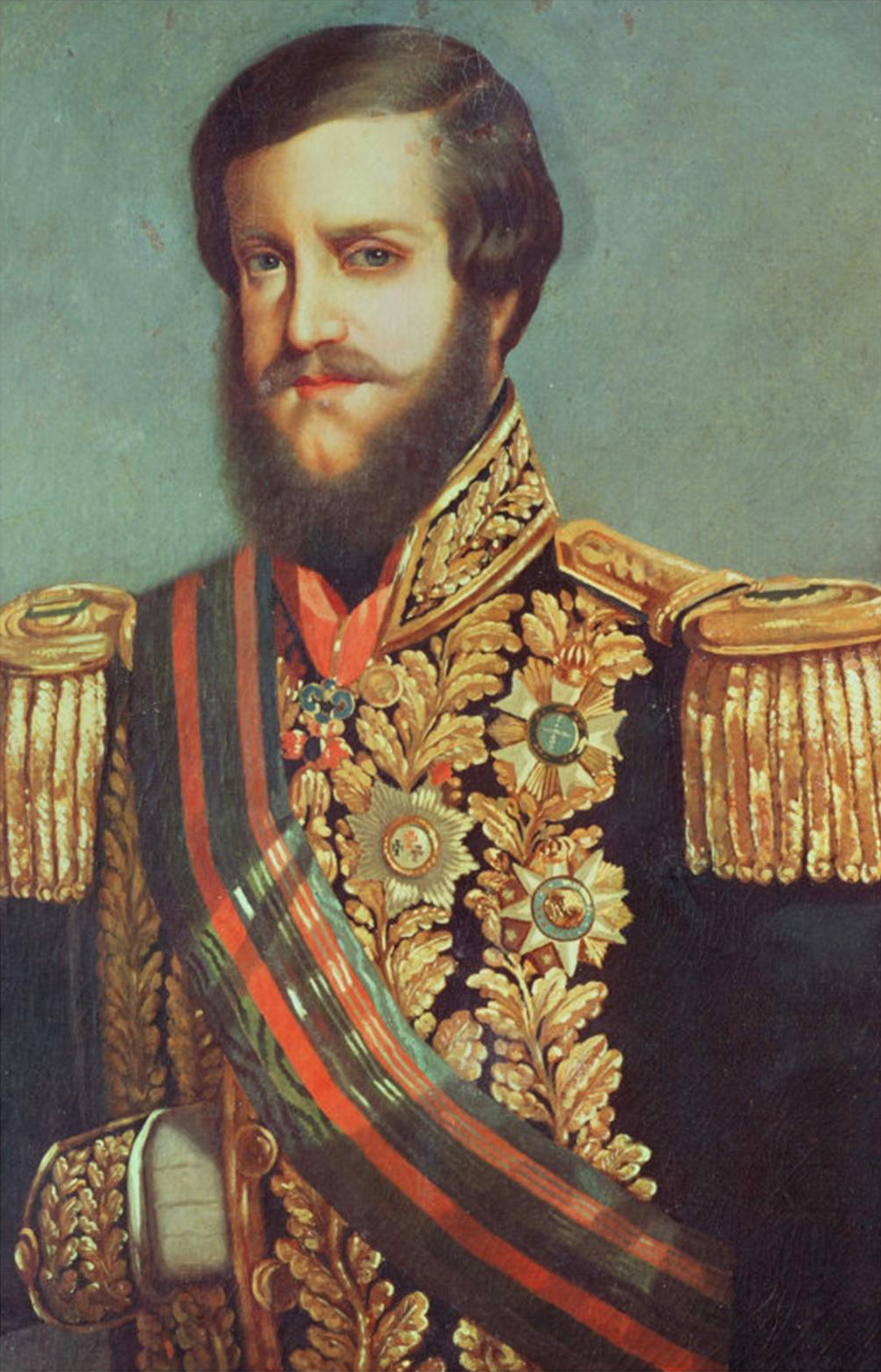
Portret brazylijskiego cesarza Piotra II wykonany przez Luísa de Miranda Pereira de Meneses około 1850 roku. Widoczne są gwiazdy Cesarskiego Orderu Krzyża Południa (u góry), Orderu Niepokalanej Matki Boskiej z Vila Viçosa (poniżej) oraz Wstęgi Trzech Orderów (z lewej strony), a także insygnia Orderu Złotego Runa (na wstędze na szyi)

- Karol IV Burbon (1796, Hiszpania)[17]
- Ferdynand VII Burbon (1796, Hiszpania)[23]
- Francisco Franco (1962, Hiszpania)[18]
- Wilhelm I (1824, Holandia i Luksemburg)[24][23]
- Franciszek II Habsburg (1818, Austro-Węgry)[24][23]
- Karol Stefan Habsburg (Austro-Węgry)[25]
- Napoleon I Bonaparte (1805, Francja)[26]
- Ludwik XVIII Burbon (1823, Francja)[24][23]
- Napoleon III Bonaparte (1854, Francja)[27]
- Aleksander I Romanow (1824, Rosja)[17]
- Fryderyk VI Oldenburg (1824, Dania i Norwegia)[17]
- Chrystian VIII Oldenburg (Dania i Norwegia)[28]
- Fryderyk VII Oldenburg (Dania)[29][30]
- Gustaw V Bernadotte (Szwecja)[6]
- Fryderyk Wilhelm III Pruski (1825, Prusy)[17]
- Alfred Koburg (1894, Saksonia-Coburg-Gotha)[20]
- Rama V Chulalongkorn (1897, Syjam)[31]
- Bhumibol Adulyadej (1960, Tajlandia)[18]
- Jerzy IV Hanowerski (1816, Wielka Brytania i Hanower)
- Edward VII Koburg (1904, Wielka Brytania)[32]
- Jerzy V Windsor (1919, Wielka Brytania)[18]
- Jerzy VI Windsor (1939, Wielka Brytania)[18]
- Elżbieta II Windsor (1955, Wielka Brytania)[18]
- Albert Koburg (1858, Wielka Brytania)[20]
- Leopold I Koburg (1852, Belgia)[20]
- Leopold II Koburg (1866, Belgia)[20]
- Albert I Koburg (1919, Belgia)[18]
- Leopold III Koburg (1938, Belgia)[18]
- Baldwin I Koburg (1957, Belgia)[18]
- Aleksander I Obrenowić (1893, Serbia)[33]
- Aleksander I Karadziordziewić (1922, Jugosławia)[33]
- Wilhelmina Oranje-Nassau (Holandia)[34]
- Guangxu (1904, Chiny)[35]
- Karol II Rumuński (1939, Rumunia)[18]
- Wiktor Emanuel III (1919, Włochy)[18]
- Epitácio Pessoa (1919, Brazylia)[18]
- Washington Luís (1928, Brazylia)[18]
- Getúlio Vargas (1941, Brazylia)[18]
- João Café Filho (1955, Brazylia)[18]
- Juscelino Kubitschek (1957, Brazylia)[18]
- Haile Selassie I (1959, Etiopia)[5][18]